# Kapaneusz

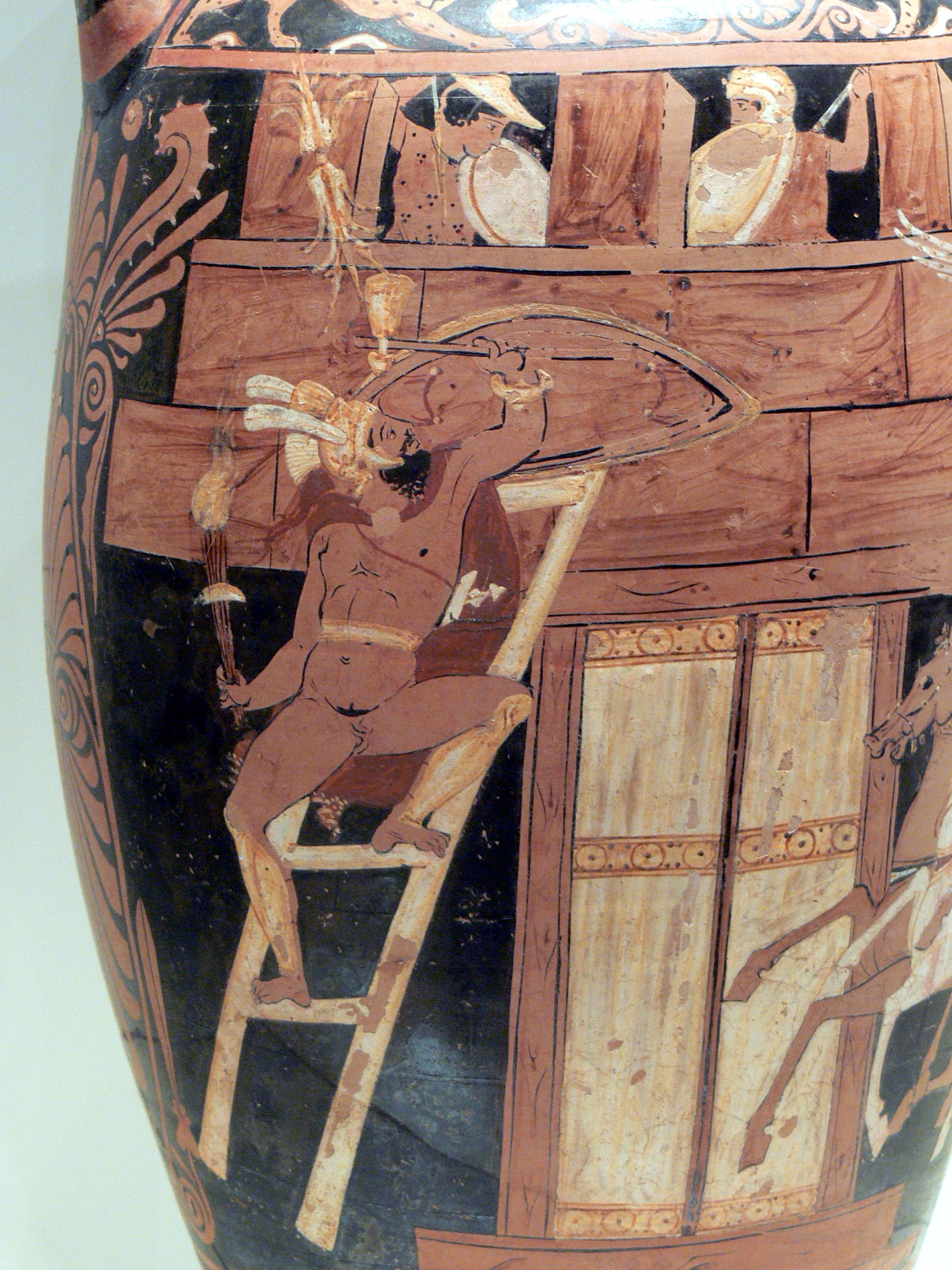
Kapaneusz megmássza Thébai falát. Kb. ie. 340-ben készült amfora.

Kapaneusz (görögül: Καπάνευς) a görög mitológiában a Heten Thébai ellen hadjárat egyik vezére. Hipponoosz és Asztünomé fia, anyja révén Talaosz argoszi király unokája.

## Története
Aiszkhülosz leírásában Kapaneusz hetvenkedő természetű, azzal kérkedik, hogy még Zeusz akarata ellenére is felgyújtja a várost. Euripidész sokkal enyhébben ítéli meg a hét hadvezért, köztük Kapaneuszt az Oltalomkeresők című művében, de aztán visszatér hagyományos jellemzés módjához a Phoinikiai nőkben, itt elbeszéli Kapaneusz pusztulását, akit Zeusz villáma sújtott halálra abban a pillanatban, amikor létrán felért Thébai falára. Felesége Euadné, fia Szthenelosz.

## Galéria

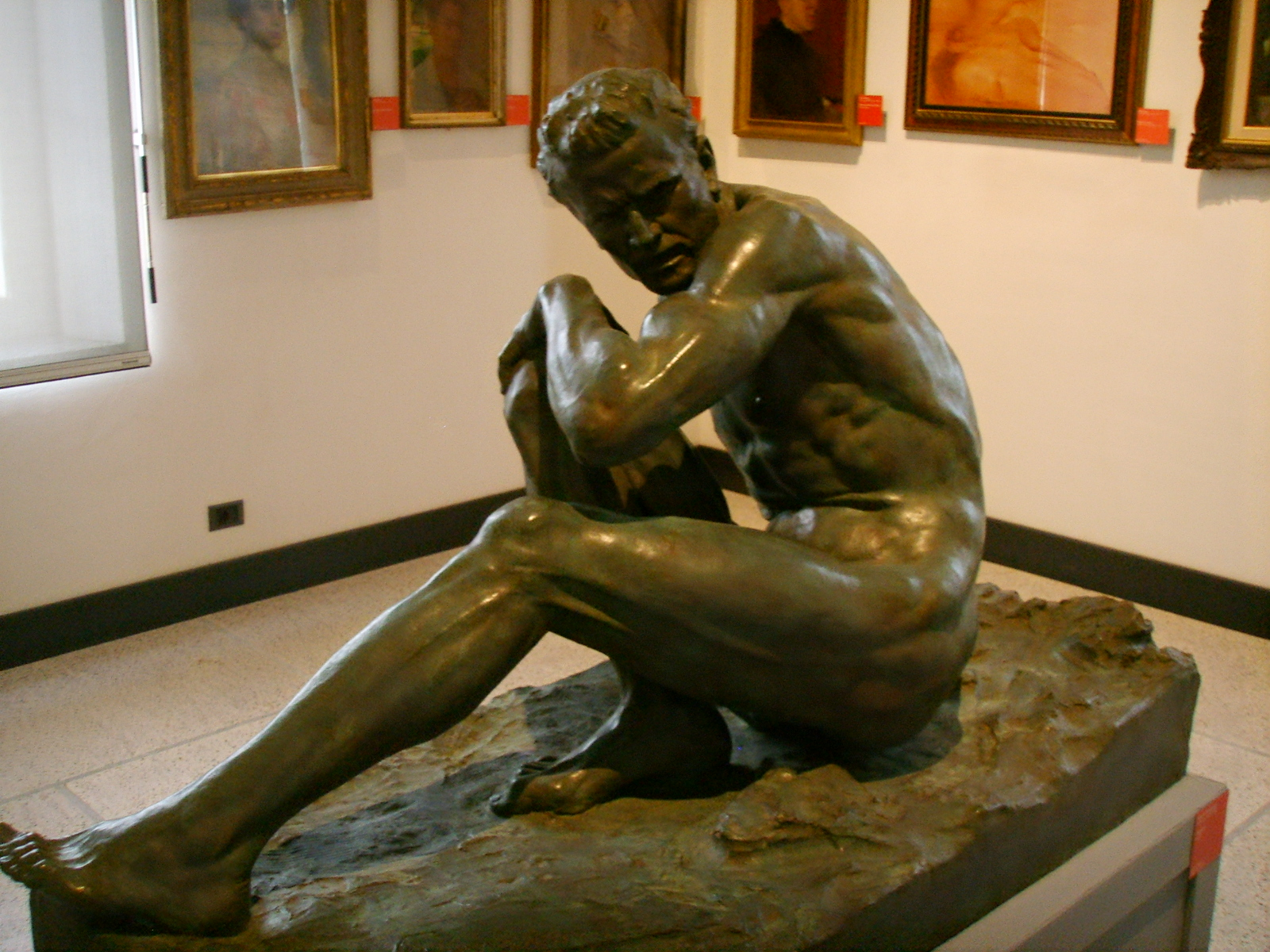
Kapaneusz szobra